# Antoine Bonnier d'Alco
Antoine Bonnier d'Alco, född 1750, mördad 1799, fransk adelsman.
Han var franskt sändebud vid den andra fredskongressen i Rastatt 1797. Hans namn är nämnt som möjlig inspiration för den svenska Bonniersläktens efternamn.

## Fotnoter
1. 1 2  Frankrikes nationalförsamling (red.), Sycomore, Sycomore-ID: 12918, läs online, läst: 9 oktober 2017.[källa från Wikidata]
2. 1 2  GeneaStar, GeneaStar person-ID: bonnierange.[källa från Wikidata]
3. ↑  CERL Thesaurus, Consortium of European Research Libraries, CERL: cnp01938775, läst: 9 oktober 2017.[källa från Wikidata]
4. 1 2  Katalog der Deutschen Nationalbibliothek, Deutsche Nationalbibliotheks katalog-id-nummer: 1024600165, läst: 10 juni 2020.[källa från Wikidata]